# Flaschen-Stäubling
Der Flaschen-Stäubling (Lycoperdon perlatum, Syn. L. gemmatum), im Volksmund oft auch inkorrekt als Flaschenbovist bezeichnet, ist einer der häufigsten Stäublinge. Lange Zeit wurde diese Art den Bauchpilzen (Gastromycetidae) zugeordnet, doch neuere phylogenetische Erkenntnisse lassen dieses Taxon nicht mehr gelten. Der Flaschen-Stäubling und seine Verwandten zählen jetzt zu den Champignonverwandten (Agaricaceae), die neben Blätterpilzen auch Arten umfassen, die keine Fruchtkörper mit Lamellen ausbilden.

## Merkmale

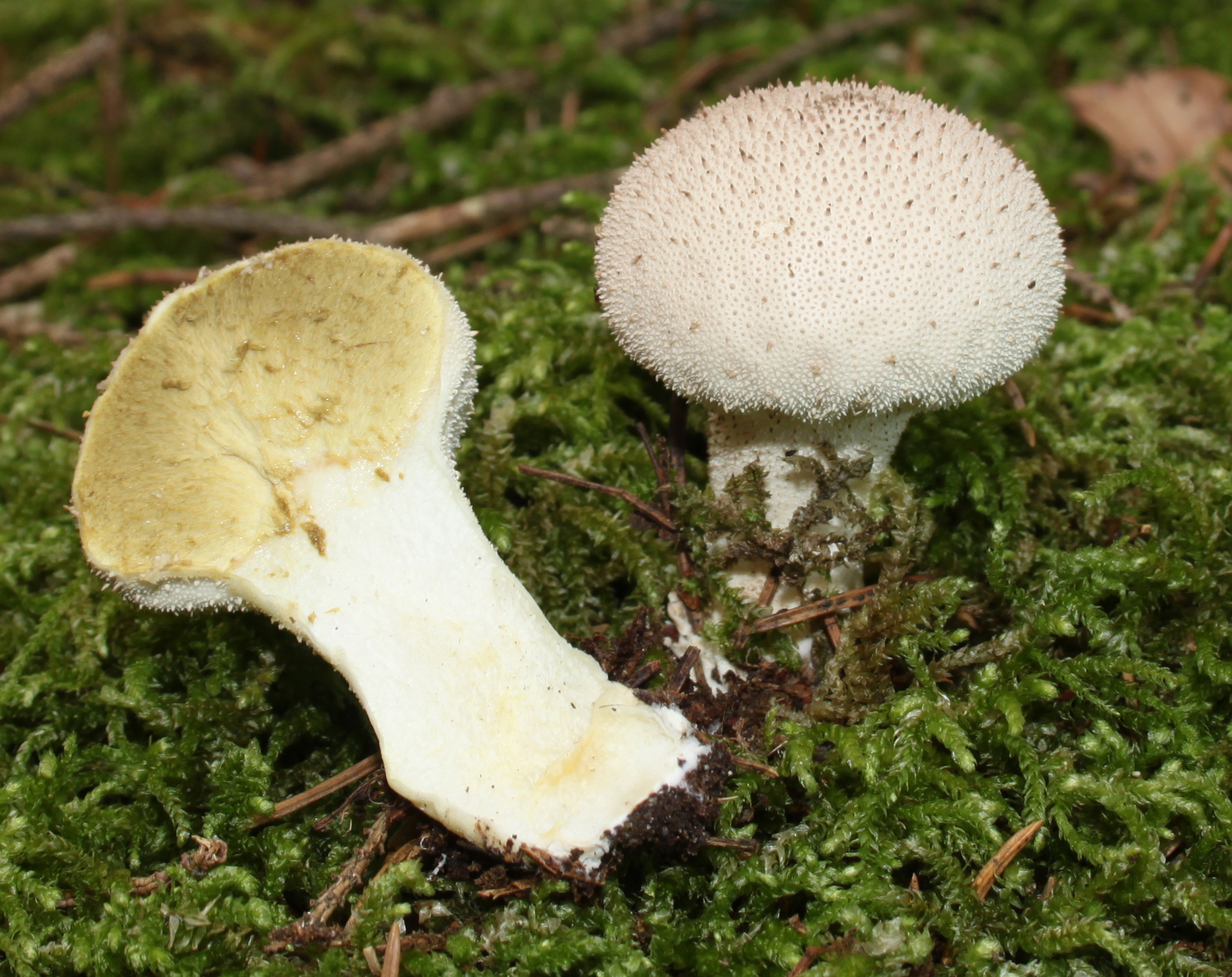
Flaschen-Stäublinge haben einen sterilen Stielteil, während die Fruchtmasse im Kopfteil mit zunehmender Reife zu olivbräunlichem Sporenpulver zerfällt.

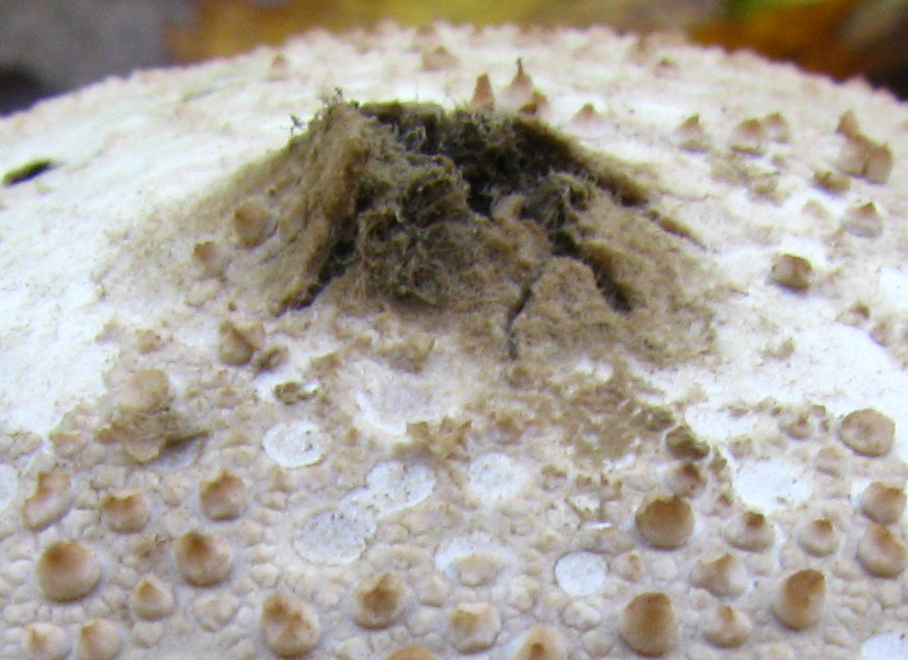
Bei Reife reißt der Scheitel auf, damit die reifen Sporen nach draußen entweichen können. Der Wind verweht diese und sorgt so für die Verbreitung der Art.

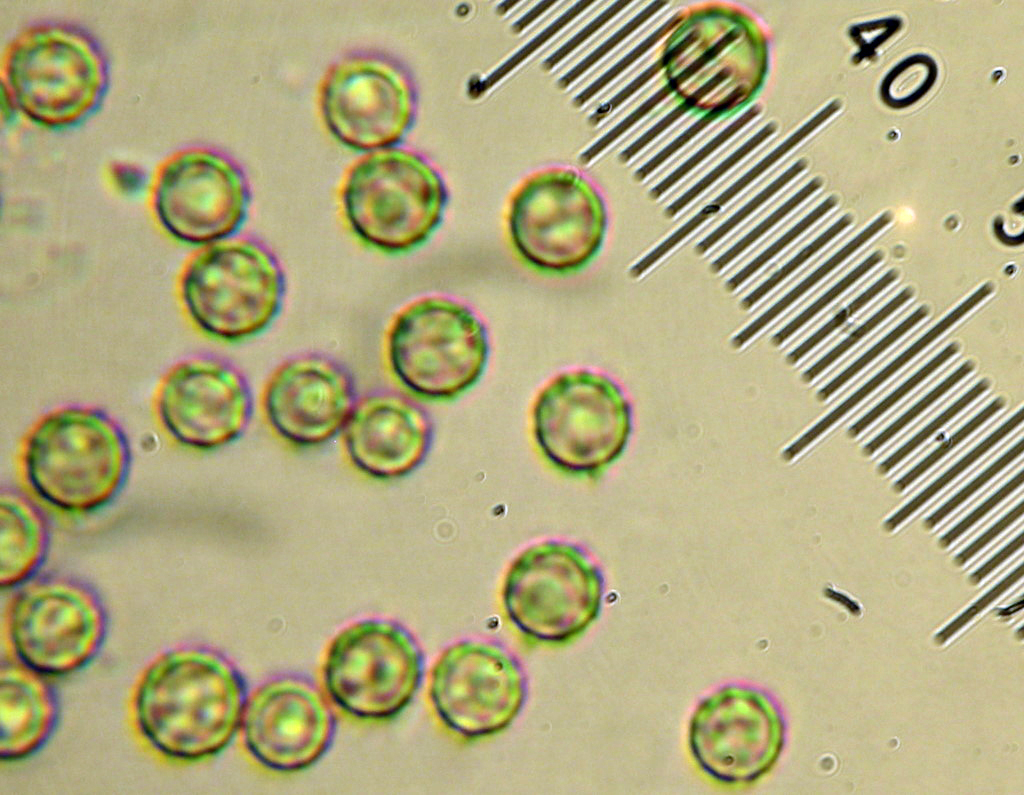
Die Sporen des Flaschen-Stäublings im Lichtmikroskop

### Makroskopische Merkmale
Die 3–10 cm hohen Fruchtkörper haben die Gestalt einer umgedrehten Flasche beziehungsweise Birne und besitzen einen deutlich ausgebildeten Stiel. Der Stielteil ist steril, das heißt, er entwickelt keine Sporen. Die Oberfläche ist mit zahlreichen gröberen Warzen und Stacheln bedeckt, die eine kegelige Form besitzen. Die Wärzchen werden zur Stielbasis hin immer kleiner. Bei Berührung lösen sie sich sehr leicht ab und hinterlassen auf der Oberfläche ein netzartiges Muster. Junge Exemplare sind weiß, mit zunehmender Reife verfärben sie gelblich bis graubraun. Die Fruchtmasse im Inneren des Kopfes ist jung zunächst fest und ebenfalls weiß, trocknet später jedoch aus und zerfällt zu olivbräunlichem Sporenpulver. Schließlich reißt der Fruchtkörper am Scheitel auf, damit die reifen Sporen ins Freie entweichen und vom Wind verbreitet werden können. Der Geruch und Geschmack werden als angenehm würzig beschrieben.

### Mikroskopische Merkmale
Die rundlichen Sporen besitzen feine Warzen und erreichen eine Größe von 3–4,5 Mikrometer.

## Artabgrenzung
Es gibt einige Arten, wie etwa der Stinkende Stäubling (Lycoperdon foetidum), die dem Flaschenstäubling ähnlich sehen. Diese lassen sich alle durch ihre Stacheln unterscheiden, die aus mehreren Teilen bestehen und beim Abfallen kein Netzmuster hinterlassen. Zur eindeutigen Bestimmung sollten Stäublinge immer halbiert und das Innere untersucht werden, da eine Verwechslung mit jungen Exemplaren des Weißen Knollenblätterpilzes möglich ist. Ein Flaschenstäubling hat niemals Lamellenansätze im Inneren.

## Ökologie und Phänologie
Der Flaschenstäubling ist ein häufiger Pilz in Laub- und Nadelwäldern, der oftmals in Gruppen anzutreffen ist. Als Saprobiont zersetzt er totes organisches Material.
Die Fruchtkörper erscheinen von Juni bis November.

## Bedeutung
Junge Flaschenstäublinge sind, solange das Innere noch weiß ist, essbar und können auch roh gegessen werden. Zum Kochen ist er ungeeignet, weil er dabei zäh wird. Der Pilz kann kurz in Butter goldgelb angebraten werden.